# Киота (Ајова)
Киота (енгл. Keota) град је у америчкој савезној држави Ајова. По попису становништва из 2010. у њему је живело 1.009 становника.

## Демографија
Према попису становништва из 2010. у граду је живело 1.009 становника, што је -16 (-1.6%) становника више него 2000. године.
| Група             | 2000.         | 2010.       |
| Белци             | 1.011 (98,6%) | 990 (98,1%) |
| Афроамериканци    | 0 (0,0%)      | 4 (0,4%)    |
| Азијати           | 5 (0,5%)      | 2 (0,2%)    |
| Хиспаноамериканци | 6 (0,6%)      | 2 (0,2%)    |
| Укупно            | 1.025         | 1.009       |